# Thesium refractum
Thesium refractum är en sandelträdsväxtart som beskrevs av Bruegg.. Thesium refractum ingår i släktet spindelörter, och familjen sandelträdsväxter. Inga underarter finns listade i Catalogue of Life.